# Amphoroidea falcifer
Amphoroidea falcifer là một loài chân đều trong họ Sphaeromatidae. Loài này được G. Thomson miêu tả khoa học năm 1879.